# Rafael Verga
Rafael Maximiliano Verga (Florianópolis, 27 luglio 1981) è un modello brasiliano che attualmente risiede a New York.

## Biografia
Nato in una famiglia di origine portoghese e italiana nello Stato di Santa Catarina in Brasile, ha un fratello più grande, Alexandre, anche lui modello internazionale. La sua famiglia si trasferì per un breve periodo a Orlando, in Florida nel 1994 nella speranza di avere una vita migliore per poi tornare in Brasile alla fine degli anni novanta. Nel 2005, Rafael è stato nominato modello maschile brasiliano dell'anno ed è anche finito secondo nel sondaggio dell'"uomo più bello del mondo" dello stesso anno, dietro all'attore statunitense Chris Evans. Rafael ha lavorato per Saks Fifth Avenue, Neiman Marcus, Sean John, Zegna, Fruit of the Loom, AussieBum, Calvin Klein, Abercrombie & Fitch, American Eagle e 2(x)ist ed è apparso nelle riviste Têtu e GQ dove è stato fotografato da Bruce Weber.

## Agenzie
- Elite Model Brasil - San Paolo